# Gisèle Cossard
Gisèle Cossard Binon, também conhecida por Gisèle Omindarewá Cossard e Mãe Gisèle de Iemanjá (Tanger, 31 de maio de 1923 – Duque de Caxias, 21 de janeiro de 2016), foi uma antropóloga, escritora e ialorixá franco-brasileira. Era filha de santo de Joãozinho da Gomeia e iniciada para a orixá Iemanjá.

## Infância
Gisèle Cossard nasceu em 1923, em Tanger, Marrocos, onde seu pai, Eugène Cossard, fizera o serviço militar, durante a Primeira Guerra Mundial. Sua família, pertencente à classe média ilustrada, criou-a na fé católica. Seu pai era professor primário em Fès (mais tarde professor de inglês no Lycée Lakanal, em Sceaux ) e sua mãe, professora de música e pianista formada no Conservatório de Paris.
Tendo sido enviado para aquela ponta extrema da África, que era na época um protetorado francês, durante a Primeira Guerra Mundial (1914- 1918), seu pai acabou fascinado pelo país e permaneceu por lá até 1925 - quando retornou à França com a mulher e a filha. Gisèle diz não guardar lembranças daquele período, mas, segundo o pesquisador Michel Dion, autor da biografia Omindarewá - Uma Francesa no Candomblé (Editora Pallas), a suntuosa coleção de objetos de arte que seus pais trouxeram daquele país africano, bem como suas histórias fantásticas, constituíram para ela "uma interminável fonte de deslumbramento".

## Durante a II Guerra Mundial e o pós-guerra
Em 1939, com a eclosão da Segunda Guerra Mundial, seu pai foi preso e deportado para a Alemanha. Gisèle e demais familiares tiveram de abandonar a casa para fugir do exército de Hitler. Gisèle entrou para a Resistência Francesa, onde atuou como espiã: com sua bicicleta, atravessava as linhas do front, ao sul de Paris, e fornecia aos franceses informações sobre as posições alemãs. Ela se lembra de ter passado muita fome nesse período. No fim da guerra, em 1945, pesava apenas 42 quilos. Foi nesse ano que seu pai voltou da prisão, a família restabeleceu-se e ela se casou com Jean Binon, professor de geografia formado pela École normale supérieure de Paris, em 1947. Em 1949, Gisèle e o marido partiram para uma estadia de oito anos pela África. Percorreu o interior da República dos Camarões, então território sob mandato francês e onde seu marido se tornara Diretor de Ensino em 1950. Ali descobriria uma iguaria impensável: peixe defumado no azeite de dendê. Na travessia de um rio, viu africanos atirando moedas na água, como oferenda, e achou tudo muito exótico.

## Tornando-se "brasileira"
Em 1956 o casal retornou à França onde, porém, permaneceu por pouco tempo, já que o marido fora nomeado conselheiro cultural da Embaixada da França no Brasil, cuja capital ainda era o Rio de Janeiro. Gisèle comemorou, pois sempre sentia uma atração muito forte pelo Brasil e pela cultura brasileira.
Assim que chegou, aprendeu rapidamente o português e fez vários amigos. Começou a ler Jorge Amado, passando a compreender a permanência da África no Brasil, os vários vínculos que uniam o país àquele continente, e sentiu, com muita força, a presença dos orixás. Quanto mais se inseria na vida brasileira, mais sentia nela a presença africana. "As cestas trazidas da feira em cima da cabeça; a música que está sempre presente em todos os lugares, nas ruas, nas lojas, na praia, ritmada por tambores (…). E também porque todo mundo está sempre dançando."
Como ela, seus filhos se adaptaram rapidamente ao Rio de Janeiro, fizeram muitos amigos e passaram até a jogar futebol na rua. Estranhamente, seu marido sentia uma aversão muito grande pelo país, pelos brasileiros e pela cultura afro-brasileira, o que não tardou a gerar problemas em seu casamento.

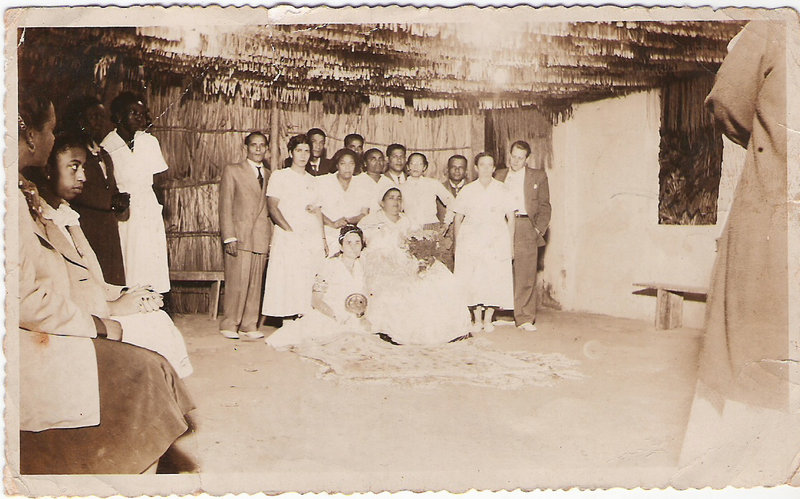
Joãozinho da Gomeia e Kilondira

Foi em 5 de dezembro de 1959, na casa de Joãozinho da Gomeia, que Gisèle "bolou no Santo", ou seja, recebeu pela primeira vez um orixá em seu corpo. Houve um período inicial de hesitação, logo superado porém. E assim, após 21 dias de recolhimento, Giselle Cossard Binon tornou-se  Omindarewá, que quer dizer "água bonita"  ou "água límpida".

## Vida acadêmica e volta ao Brasil
Em 1963, já iniciada, separa-se do marido e volta à França para escrever uma tese sobre candomblé - inicialmente sob a orientação de Roger Bastide. Lá conhece Pierre Verger, de quem se torna amiga. Em 1970,  defende sua tese de doutorado em antropologia, na Sorbonne, intitulada Candomblé Angola (publicada no Brasil em 2006, pela editora Pallas, em versão ampliada, com o título Awô: O Mistério dos Orixás).
Tendo-se tornado professora universitária, tentou levar uma "vida normal" na França mas, em 1972, não suportando a saudade de sua "pátria do coração" - o lugar em que havia criado seus filhos e onde se tornara mãe de santo -, voltou ao Brasil e foi trabalhar como conselheira pedagógica no Serviço Cultural Francês.
Giselle explica essa saudade como sendo uma nostalgia profunda, quase uma dor física, que maltrata a alma e oprime os sentidos, e que os escravos denominavam banzo.
Em dezembro de 1973, Gisèle sofreu um grave acidente de carro. Dada a gravidade de seu estado, acabou desenganada pelos médicos e foi levada por Pierre Verger à casa de Balbino Daniel de Paula - Balbino de Xangô - Obaraim, iniciado no Opô Afonjá e que se propôs a ajudá-la.
É ela mesma quem conta:"Onze dias depois do acidente, era o meu aniversário de iniciação, e ele fez questão de preparar as oferendas para Iemanjá. Mesmo estando eu gravemente acidentada, sem poder me mexer, sem poder andar, meu orixá veio, dançou em meu corpo e Balbino encantou-se com ele. Nossa ligação se estreitou e ele acabou sendo meu segundo babalorixá".

## Mãe Gisèle de Iemanjá

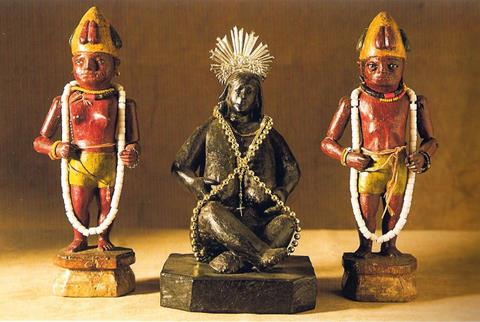
Ibejis e Iemanjá, século XIX, Museu Afro Brasil, São Paulo

Sua casa Ilê Axé Atará Mabá (Ile Aṣẹ Iya Atara Magba) está localizada em Santa Cruz da Serra, na cidade do Duque de Caxias e, até sua morte em 21 de Janeiro de 2016, Mãe Gisèle contava com mais de 400 filhos de Santo. Até sua morte, Mãe Giséle esteve à frente do Ilê Axé, tornando a cada dia a religião dos orixás uma das mais respeitadas e importantes no cultivo das tradições Africanas no Brasil.
"Em 30 anos, a mãe-de-santo viu sua pátria adotiva se transformar. Depois de sofrer dois assaltos à mão armada no terreiro — em um dos quais seu filho Claude, que estava de visita, levou uma coronhada e teve o tímpano perfurado —, concluiu que a violência é hoje o grande demônio brasileiro. "Eu vi tudo piorar", diz ela. "Era tão bonito antes, tão agradável..." E o futuro, infelizmente, não está nos búzios de Omindarewá."

## Morte
Gisèle Omindarewá Cossard  morreu no dia 21 de janeiro de 2016, às 15:40. Segundo informações da Folha de S.Paulo, o axexê (rito funerário) foi realizado durante 7 dias, em seu terreiro, o Ilê Axé Iá Atará Mabá (Ile Aṣẹ  Iya  Atara Magba), na cidade de Duque de Caxias, começando a partir do dia 29 de fevereiro. Gisele deixou dois filhos biológicos e mais de 300 filhos de santo.

## Livros publicados
- Contribution à l’Étude des Candomblés du Brésil. Le Rite Angola. (3eme cycle), 1970
- A Filha de Santo. In:  Moura, Carlos Eugênio Marcondes de (org.). Olóòrisà: Escritos sobre a Religião dos Orixás. São Paulo: Ágora,  1981.
- A Antropóloga Diz. In: Fichte, Hubert. Etnopoesia: Antropologia Poética das Religiões Afro-Brasileiras: 39-91. São Paulo, Brasiliense, 1987.
- AWÔ, O Mistério dos Orixás. Pallas, 2007.

## Filmografia
- A cidade das mulheres, documentário (1:12:03); direção de Lázaro Faria. Brasil, 2005.
- Gisèle Omindarewa; documentário (1:11:04) de Clarice Ehlers Peixoto. Brasil, 2009.